# Frederick Ashton
Frederick William Mallandaine Ashton, OM (17 de septiembre de 1904 - 18 de octubre de 1988), fue un bailarín y coreógrafo británico nacido en Ecuador, en la vecindad artística llamada Las Peñas, el original sitio de fundación de la ciudad de Guayaquil.
Decidido a ser bailarín a pesar de la oposición de su convencional familia de clase media, Ashton fue aceptado como alumno por Léonide Massine y después por Marie Rambert. En 1926, Rambert le animó a probar suerte en la coreografía y, aunque siguió bailando profesionalmente con éxito, fue como coreógrafo como se hizo famoso.
Ashton fue coreógrafo jefe de Ninette de Valois, desde 1935 hasta su jubilación en 1963, en la compañía conocida sucesivamente como Vic-Wells Ballet, Sadler's Wells Ballet y Royal Ballet. Sucedió a de Valois como director de la compañía hasta su jubilación en 1970.
A Ashton se le atribuye la creación de un género de ballet específicamente inglés. Entre sus obras más conocidas se encuentran Façade (1931), Variaciones sinfónicas (1946), Cinderella (1948), La fille mal gardée (1960), Monotones I y II (1965), Variaciones Enigma (1968) y la película de ballet Los cuentos de Beatrix Potter (1971).

## Biografía
Ashton nació en Guayaquil, el cuarto de los cinco hijos de George Ashton (1864–1924) y su segunda esposa, Georgiana (1869–1939), de soltera Fulcher. George Ashton fue gerente de la Central and South American Cable Company y vicecónsul en el consulado británico en Guayaquil. 
En 1907, la familia se mudó a Lima, Perú, donde Ashton asistió a una escuela dominicana. Cuando tenía 13 años fue testigo de un acontecimiento que cambió su vida cuando vio una actuación de la legendaria Anna Pávlova en el Teatro Municipal de Lima. Quedó tan impresionado por ello que a partir de ese día sabía que algún día llegaría a hacerse un bailarín. Cuando regresaron a Guayaquil en 1914, asistía a una escuela para niños de la colonia inglesa. Una de sus influencias formativas fue servir como monaguillo, lo que le inspiró el amor por el ritual, como se demuestra en Las vírgenes sabias. 
En 1919, fue a Inglaterra a estudiar en el Dover College y entonces lo hizo con el famoso Léonide Massine y estableció una relación de trabajo con la compañía de ballet que pertenecía a Marie Rambert. También estuvo influenciado por el trabajo de Bronislava Nijinska. Rambert descubrió la aptitud de Frederick para la coreografía y permitió que coreografiara su primer ballet, “The Tragedy of Fashion” en 1926, comenzando así una carrera enormemente exitosa como coreógrafo. 
Comenzó su carrera con el Ballet Rambert que originalmente fue llamado el The Ballet Club. Al mismo tiempo, comenzó a trabajar para Ninette de Valois y su compañía, el Vic-Wells Ballet, y en 1935 dejó a Rambert y se unió definitivamente a de Valois, como coreógrafo residente. A esto ayudó la gran comunión que siempre tuvo con él por entonces director artístico y musical de Ninette, Constant Lambert: los tres alcanzaron la fama tras la guerra, convirtiéndose la compañía en el Ballet Real.
Su versión de La Fille Mal Gardée fue particularmente exitosa. Trabajó con las bailarinas Margot Fonteyn y Maude Lloyd entre otros grandes artistas. Sus amplias interpretaciones travestis como una de las cómicas hermanastras en el ballet Cenicienta de Serguéi Prokófiev fueron acontecimientos anuales por muchos años.
Ashton fue un gran amigo de la familia Paget y era una visita frecuente en la residencia de la familia en Plas Newydd; fue aquí donde una de las hijas de Paget, Lady Rose McLaren, se enamoró desesperadamente de él; él rechazó sus avances y en un momento le devolvió todas sus cartas después de haber corregido su ortografía. A pesar de esto, siguieron siendo amigos.

### Sadler's Wells y Covent Garden
Poco antes del estallido de la Segunda Guerra Mundial, Ashton recibió una oferta para trabajar en Nueva York en lo que se convertiría en el American Ballet Theatre. Rechazó la oferta y regresó a la compañía de Valois, que pronto pasó a llamarse "Sadler's Wells Ballet". Creó algunas obras en una línea más sombría, entre ellas Dante Sonata, que simbolizaba la lucha interminable entre los hijos de las tinieblas y los hijos de la luz.  En la revista Ballet, Lynette Halewood comentó en 2000: "Ninguna otra obra de Ashton es tan inquietante y tan sombría".

En 1941, Ashton fue llamado al servicio militar. Fue nombrado oficial de la Royal Air Force, primero analizando fotografías aéreas y más tarde como oficial de inteligencia. Durante su estancia en la RAF se le concedieron permisos ocasionales para continuar con su trabajo en el ballet. Su colaboración con Walton continuó con The Quest (1943). Fue creada y puesta en escena con prisas, y Walton dijo más tarde que no fue un gran éxito desde el punto de vista de nadie. Tenía un tema de caballería, aunque Walton observó que Helpmann en el papel principal se parecía más al Dragón que a San Jorge. Al igual que con la colaboración Ashton-Walton de 1940 Las vírgenes sabias, la música ha sobrevivido pero el ballet no.
Tras el final de la guerra David Webster invitó a de Valois a trasladar su compañía desde Sadler's Wells para residir en la Royal Opera House, Covent Garden junto a la nueva compañía de ópera que estaba creando. }|group= n}} El primer ballet de Ashton para la compañía en su nuevo hogar fue Variaciones sinfónicas'] (1946). El historiador Montague Haltrecht escribe sobre él: "Es una obra maestra creada para el Teatro de la Ópera y para los bailarines de la compañía, y casi por sí mismo define un estilo de baile inglés"." Aunque el escenario del Covent Garden era mucho mayor que el del Sadler's Wells, Ashton se limitó a seis bailarines, dirigidos por Margot Fonteyn y Michael Somes. La obra, que sigue en el repertorio en 2013, fue un éxito desde el principio. Otro ballet sin argumento fue Scènes de ballet (1947), que sigue siendo una pieza de repertorio.  En 1948, a instancias de Valois, Ashton creó su primer gran ballet en tres actos para una compañía británica, su versión de Prokófiev Cinderella'] de Serguéi Prokófiev. El reparto original incluía a Moira Shearer como Cenicienta, Somes como el Príncipe, Alexander Grant como el bufón, y Ashton y Helpmann en travesti como las hermanastras de Cenicienta.. Algunos críticos han comentado que Ashton aún no controlaba del todo un ballet de larga duración, con debilidades intermitentes en la coreografía, pero la comedia de las hermanastras fue, y ha seguido siendo, una de las favoritas del público. La crítica de ballet Laura Jacobs lo calificó de "slapstick de orden celestial", y recordó que ella y sus compañeros críticos neoyorquinos quedaron "boquiabiertos ante este luminoso ballet".
A finales de la década de 1940 y principios de la de 1950, Ashton trabajó con más frecuencia para otras compañías de ballet, creando obras para los Ballets de París (Le Rêve de Léonor, 1949, de Britten']) y el New York City Ballet (Illuminations, 1950, para Les Illuminations'] de Britten, y 'Picnic at Tintagel, 1952, para The Garden of Fand]'] de Bax']). Creó danzas para películas, entre ellas Los cuentos de Hoffmann'] (1951) y La historia de tres amores (1953), y dirigió óperas en Glyndebourne (de Britten Albert Herring, 1947) y Covent Garden (Massenet de Manon], 1947, y Orfeo'] de Gluck, 1953, dirigida por Sir John Barbirolli con Kathleen Ferrier en el papel principal).  
El segundo ballet completo de Ashton para la compañía de Valois fue Sylvia'] (1952). La biógrafa de Ashton Kathrine Sorley Walker considera que funciona "incluso peor" que Cenicienta, pero las críticas contemporáneas lo alabaron sin apenas reservas. En 2005, al reseñar una reposición neoyorquina, la crítica Jennie Schulman la calificó de "superproducción", "radiante" y con "abundancia coreográfica para complacer hasta al más quisquilloso de los dioses y al más exigente de los balletómanos". 
El tercer ballet completo de Ashton fue Romeo y Julieta para el Royal Danish Ballet en 1955. Tuvo un éxito considerable, pero Ashton se resistió a los intentos de presentarlo en el Covent Garden, que consideraba un teatro y un escenario demasiado grandes para su tratamiento íntimo de la historia. No se volvió a ver en Londres hasta 1985, cuando fue producida por el London Festival Ballet en lugar de en el Covent Garden.

### Royal Ballet
En octubre de 1956 Isabel II concedió al Sadler's Wells Ballet una carta constitutiva, otorgándole el título de "Royal Ballet" con efecto a partir del 15 de enero de 1957. Con ello se reconocía la eminencia que había alcanzado la compañía: internacionalmente se la consideraba "la principal compañía fuera de Rusia". De Valois siguió siendo el director de la compañía, con Ashton como coreógrafo principal.

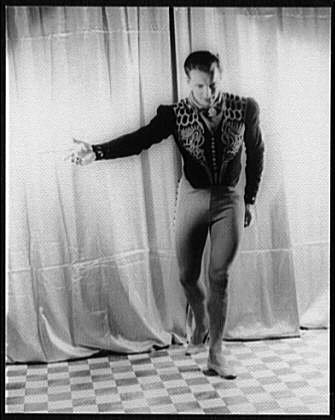
Antony Tudor, invitado por Ashton a realizar obras para el Covent Garden

Uno de los ballets más célebres de Ashton fue creado para el Royal Ballet en 1960: La fille mal gardée. El primer ballet con ese título se había presentado en Francia en 1789, y en el siglo XIX se habían puesto en escena varias versiones posteriores, con música de diversos compositores. Ashton realizó su habitual investigación minuciosa y decidió utilizar la música de Ferdinand Hérold (1828), arreglada, con añadidos de otras versiones, por John Lanchbery. Walker dice de la obra:  "Se adhirió estrechamente al escenario original, pero creó una nueva coreografía deliciosamente inventiva que era la más feliz amalgama de ballet clásico y danza folclórica inglesa, mientras que los deliciosos diseños de Osbert Lancaster estaban firmemente relacionados con la vida campestre francesa. " Fue un éxito inmediato, y desde entonces se ha representado con regularidad, no sólo por el Royal Ballet, sino por compañías de otros diez países europeos y de Australia, Canadá, Hong Kong, Nueva Zelanda, Sudáfrica y Estados Unidos.
Cuando de Valois se retiró en 1963, Ashton la sucedió como director. Su mandato fue considerado una especie de edad de oro. Bajo su dirección, el cuerpo de baile rivalizaba e incluso superaba a los mejores del mundo. Siguió ampliando el repertorio con sus propias producciones, convenció a su antigua mentora Bronislava Nijinska para que recuperara Les biches y Les noces, y presentó Mam'zelle Angot' de su otro mentor, Massine.  También trajo a Antony Tudor, su contemporáneo inglés, más conocido en Estados Unidos, para poner en escena tanto obras nuevas como antiguas.  El crítico de ballet John Percival consideraba que, a pesar de las numerosas glorias de la compañía bajo la dirección de Ashton, éste no era apto para la gestión ni le interesaba, y carecía del don de de Valois para la planificación estratégica (aunque mejor en ambos aspectos que su sucesor como director, Kenneth MacMillan). Percival creía que esto debilitaba a la compañía a largo plazo. Entre las obras de Ashton para la compañía mientras fue director se incluyen The Dream (1964) (para Anthony Dowell y Antoinette Sibley), el pas de trois Monotones II (1965), Jazz Calendar (1968) y Enigma Variations (My Friends Pictured Within) (1968).
Webster, que se jubilaría en 1970 como administrador general de la Royal Opera House, decidió que su marcha debería ir acompañada de un cambio en la dirección de las dos compañías. Georg Solti, director musical de la compañía de ópera, deseaba concentrarse en su nuevo puesto como director de la Orquesta Sinfónica de Chicago, y no deseaba renovar su contrato con el Covent Garden cuando expirara en 1971. Ashton había comentado con frecuencia a sus colegas que esperaba con impaciencia su propia jubilación, pero aun así se sintió dolido por la brusquedad con la que Webster organizó y anunció su marcha. Se retiró en julio de 1970, tras una gala de despedida organizada por Michael Somes, John Hart y Leslie Edwards.
Tras su jubilación, Ashton realizó varios ballets cortos como pièces d'occasion, pero sus únicas obras más largas fueron la película para cine Los cuentos de Beatrix Potter realizada en 1970 y estrenada en 1971, y Un mes en el campo (1976), una pieza en un acto, de unos cuarenta minutos de duración, adaptada libremente de Turgéniev, de Comedia costumbrista.  La obra se ha reestrenado regularmente, en cada década desde el estreno.
Los últimos años de Ashton se vieron empañados por la muerte de su pareja, Martyn Thomas, en un accidente de coche en 1985, un golpe del que Ashton nunca se recuperó del todo.Murió mientras dormía el 19 de agosto de 1988, en su casa de campo de Suffolk, y fue enterrado el 24 de agosto en la iglesia de Santa María, Yaxley, Suffolk.

## Principales creaciones

### El paso Fred
Ashton incluyó en muchos de sus ballets un paso característico, conocido por los bailarines como "el paso Fred" (The Fred step). David Vaughan lo define como "posé en arabesque, coupé dessous, small développé a la seconde, pas de bourrée dessous, pas de chat" Adrian Grater ha ampliado la definición para incluir los movimientos de transición. El paso Fred en notación Benesh se transcribe así:
Se basa en un paso utilizado por Anna Pavlova en una gavota que interpretaba con frecuencia. Alicia Markova recordó en 1994 que Ashton había utilizado el paso por primera vez en un breve ballet que cerraba la producción de Nigel Playfair de 1930 de Marriage à la Mode. No aparece en Façade, de Ashton, de 1931, pero después se convirtió en una característica de su coreografía. El crítico Alastair Macaulay escribió "El paso Fred está a menudo escondido. Puede dárselo a la bailarina (Antoinette Sibley como La Capricciosa en Varii Capricci, 1983) o a bailarines de apoyo (Variaciones sinfónicas, 1946). Puede dársela a un cuerpo de ballet de campesinos (Sylvia, 1952), a bailarines menores (un par de alcachofas danzantes en el ballet de ... verduras que hizo para la película de 1979 "Historias de un baúl volador") o a un personaje menor (Polilla en El sueño, 1964). A menudo, el ojo se distrae de él por la acción en otra parte del escenario. En todos los casos, se modifica algún aspecto (sobre todo su conclusión), de modo que el paso entero parece metamorfoseado".
El propio Ashton bailó el paso como la hermana tímida en Cenicienta] y, más tarde, él y Margot Fonteyn bailaron juntos una versión suave del mismo en Salut d'amour, creada por Ashton para la gala de su 60 cumpleaños en Covent Garden. El Royal Ballet tiene una demostración del paso en su página web, explicada por la maestra de ballet de la compañía, Ursula Hageli, y bailada por Romany Pajdak.

## Legado
Ashton dejó los derechos de muchos de sus ballets a amigos y colegas, como Margot Fonteyn (Daphnis and Chloe y Ondine), Dowell (The Dream y A Month in the Country), Michael Somes (Cinderella y Symphonic Variations), Alexander Grant (La fille mal gardée y Façade), Antony Dyson (Enigma Variations y Monotones) y Brian Shaw (Les Patineurs y Rendezvous). Los derechos de la mayoría de sus otros ballets quedaron en manos de su sobrino, Anthony Russell-Roberts, que fue Director Administrativo del Royal Ballet de 1983 a 2009.
Para perpetuar el legado de Ashton y sus ballets, en 2011 se creó la Fundación Frederick Ashton. Es independiente del Royal Ballet, pero colabora estrechamente con él.